# Francesco Provenzale
Francesco Provenzale (Nàpols, 25 de setembre de 1632 - Nàpols, 6 de setembre de 1704) fou un compositor i professor de música napolità. Es considera el fundador de l'escola d'òpera napolitana.
Va estudiar a la "Pietà dei Turchini" de Nàpols, on va tenir com a professor a Erasmo Bartoli i Giovanni Maria Sabino (aquest últim alleshores era primer organista de l'església) entre d'altres, i fou company d'estudis de Giovanni Salvatore.
La seva activitat musical es divideix en dos aspectes: la creació operística i sacra, i l'ensenyança. En ambdues aconseguí elevades cotes. Dedicat des del principi de la seva carrera a difondre per Nàpols el gènere operístic, rebé l'encàrrec, després de Cirillo, d'introduir les necessàries modificacions i arranjaments, de les noves òperes de Pier Francesco Cavalli, destinades a les representacions napolitanes: Xerse el 1655, Artemisa el 1657 i Il Teseo o L'inconstanza triunfante el 1658. En mig d'aquelles estrenà òperes pròpies: Ciro el 1653, La Cloridea el 1660, La Bisalva, o Offendere chi piu s'ama el 1667, Lo schiavo di sua moglie el 1672, Difendere l'offensore o La Stellidaura, a Margellina el 1674, i L'Alessandro Bala o Chi tal nasce tal vive, a Nàpols el 1677 (la partitura d'aquesta òpera es va trobar en l'Abadia de Montecassino, amb la inscripció <<Francesco della torre>>, el qual fou l'empresari del Teatre "San Bartolomeo", de Nàpols, de 1678 a 1684; però les seves similituds estilístiques amb les altres òperes permeten testificar la seva pertinença, com a autor, a Provenzale) 
Amb les seves òperes, com Lo schiavo di sua moglie (1672) -òpera buffa creada molt abans del naixement "oficial" d'aquest gènere-, contribuí a formar l'escola napolitana d'òpera, de la qual és considerat un dels creadors juntament amb el seu rival Alessandro Scarlatti. Va ser el primer compositor a compondre òperes napolitanes, però la seva reputació es fonamenta principalment en el seu ensenyament, que va contribuir a formar a la majoria dels importants compositors napolitans actius a principis de segle xviii. També va compondre Diffendere l'offensore oLa Stellidaura vendicata, que s'apropa més al gènere heroic i sembla haver estat representada en ambients nobiliaris. L'última òpera que va compondre fou Condaule re di Lidia (1679).
També va escriure oratoris són: Il martirio di San Gennaro (1664), La fenice d'Avila, Teresa di Giesú (1672) i La colomba ferita (1673). A més, va compondre Motets a dues veus diverses (Nàpols, 1689), cantates i peces sacres.
El de Provenzale és un art que, malgrat que rebel·li el coneixement de les formes i de les tècniques de Monteverdi i els venecians, exhibeix l'indole vivaç i versàtil dels meridionals. Aconsegueix intensitat d'accents patèticament gramàtics i, paral·lelament, desplega una indomable alegria en el disseny de caricatures i cançonetes populars. Es perfilava d'una manera gradual una nova era que significava un avançament vers la inauguració per Francesco Cirillo. Els mateixos assumptes de les òperes de Provenzale se solen complaure en títols paradoxals o contradictoris, com corresponia a un moment històric d'auge del barroc. Tots aquests foren els trets d'inspirada genialitat, que aviat va reconèixer el seu públic, celebrant-los amb grat.
L'activitat creadora de Provenzale anava aparellada amb la de mestre, ja que el 1663, als 33 anys, fou nomenat director i més tard fou degà del conservatori de Santa Maria di Loreto, de Nàpols com a successor de Fieta, i director del de la Pietà dei Turchini (1673-1701) com a successor de Salvatore, mestre de la Real Cappella i de la capella dels virreis de Nàpols, càrrec en el que el succeí Gaetano Greco, en el que hi ensenyà fins als últims anys de la seva vida, més precisament, fins al 1701. Però, aparentment, també continuà donant lliçons a Santa Maria de Loreto el 1674.
Les seves belles iniciatives i els mètodes didàctics que aplicava en els seus alumnes, als quals anomenava afectuosament "fills", li feren guanyar una acceptació cada vegada més gran, arribant a tenir més de 150 deixebles. A voltes els convocava per a realitzar noves tasques o per a intervenir en l'execució de les seves obres. El 1701, quan, ja ancià, abandonà l'escola, li confià el llegat al seu successor Gennaro Ursino, i als seus alumnes millors i més dignes de confiança. El 1689 no havia aconseguit succeir, en la Capella Reial del Palau, ni a Filippo Coppola, ni Andrea Falconieri (m. 1656) ni al venecià P. Antonio Coppola. Només aconseguí en aquesta el títol de mestre honorari, amb l'obligació de substituir al titular, Ziani, el qual s'absentava tot sovint. El 1684, mort Ziani, feu oposicions per al càrrec, però, intrigues amoroses amb un funcionari, Annamaria Scarlatti aconseguí que el decret corresponent afavorís al seu germà Alessandro.
Com protesta, Provenzale presentà la seva dimissió, acompanyant-lo en el gest sis cantors de la Capella Reial. Malgrat tot, i a pesar que el funcionari culpable fou destituït i la jove reclosa en un convent, el càrrec no li fou atorgat. Tampoc ho va aconseguir durant la prolongada absència d'Scarlatti de la ciutat de Nàpols, ja que va ser substituït per Gaetano Veneziano. Els abundants mèrits de Provenzale, compositor, estilista i educador, sobrevisqueren molt de temps en l'ambient napolità, a tal punt, que cal estimar amb bon fonament que se'l consideri com el verdader fundador de la gran escola musical napolitana, en el que molts entesos coincideixen.
Fou un dels introductors de l'òpera veneciana a Nàpols.